# چاه واگذاری شماره ۴
چاه واگذاری شماره ۴ یک منطقهٔ مسکونی در ایران است که در دهستان ریزآب واقع شده‌است. چاه واگذاری شماره ۴ ۲۶۷ نفر جمعیت دارد.